# کوه میهارا

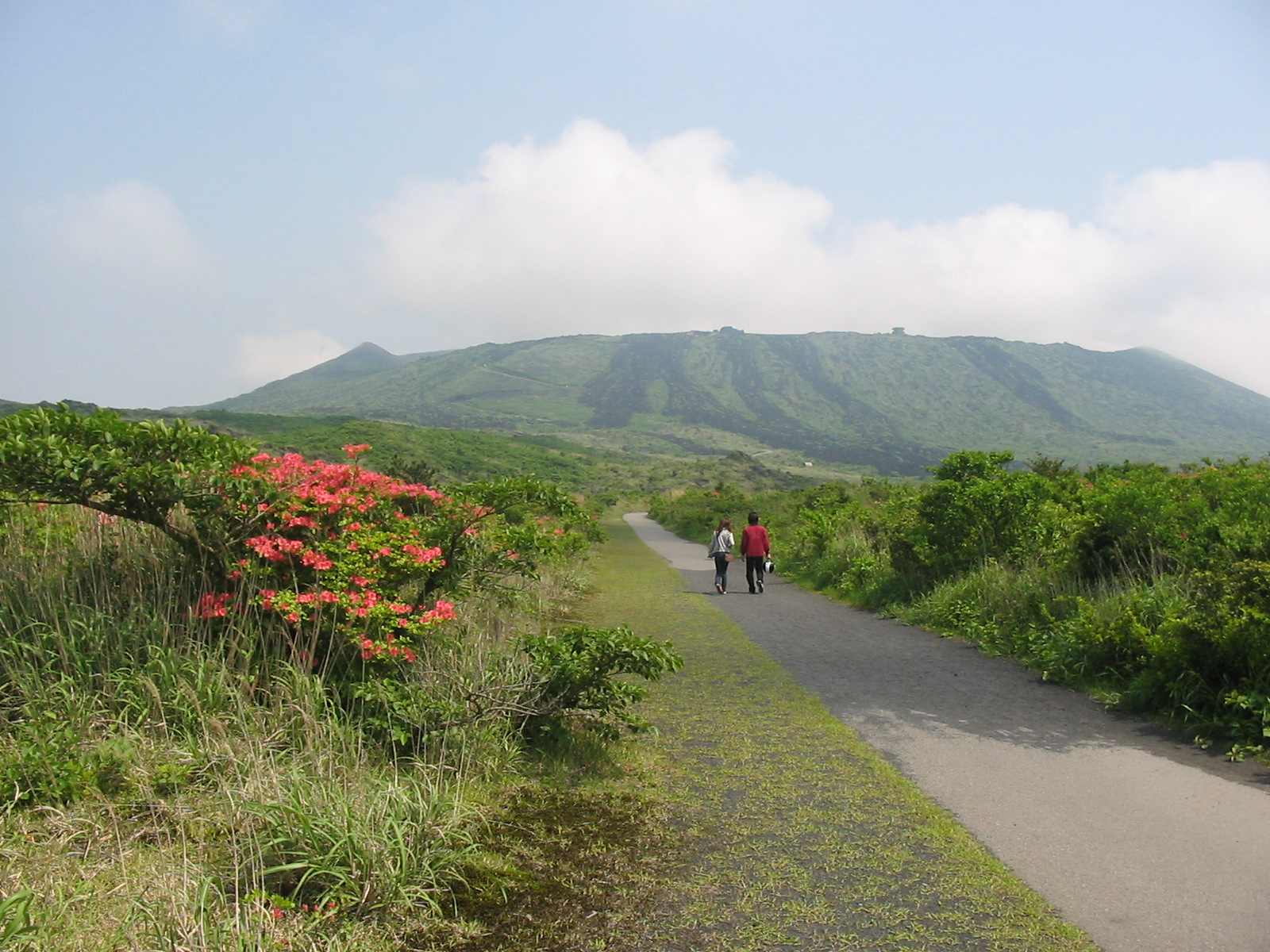
کوه میهارا در جزیرهٔ ایزو اوشیما

میهارا سان ( به زبان ژاپنی 三原山) در جزیرهٔ ایزو اوشیما (伊豆大島) قرار دارد. این جزیره بزرگترین جزیرهٔ مجمع‌الجزایر ایزو (伊豆諸島) محسوب می‌شود. این کوه یکی از مراکز گردشی شناخته شده در ژاپن است و در فصل شنا در دریا بخاطر ازدحام جمعیت گردش در این جزیره توصیه نمی‌شود. ارتفاع آن ۷۶۴ متر است و از دوازده مسیر کوهنوردی متفاوت می‌توان در این کوه به راهپیمایی پرداخت.

## نگارخانه

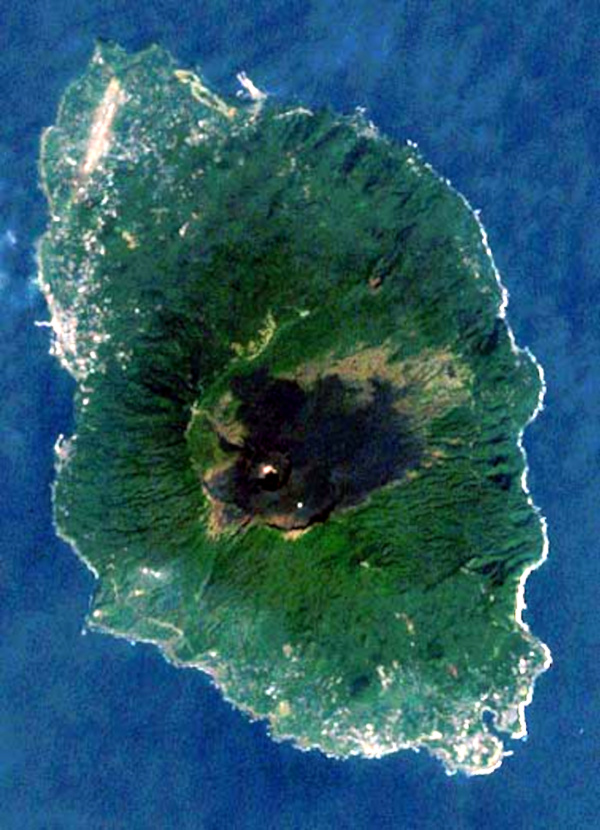
جزیرهٔ ایزو اوشیما (大島). برای بهتر دیدن عکس بر روی آن کلیک کنید.
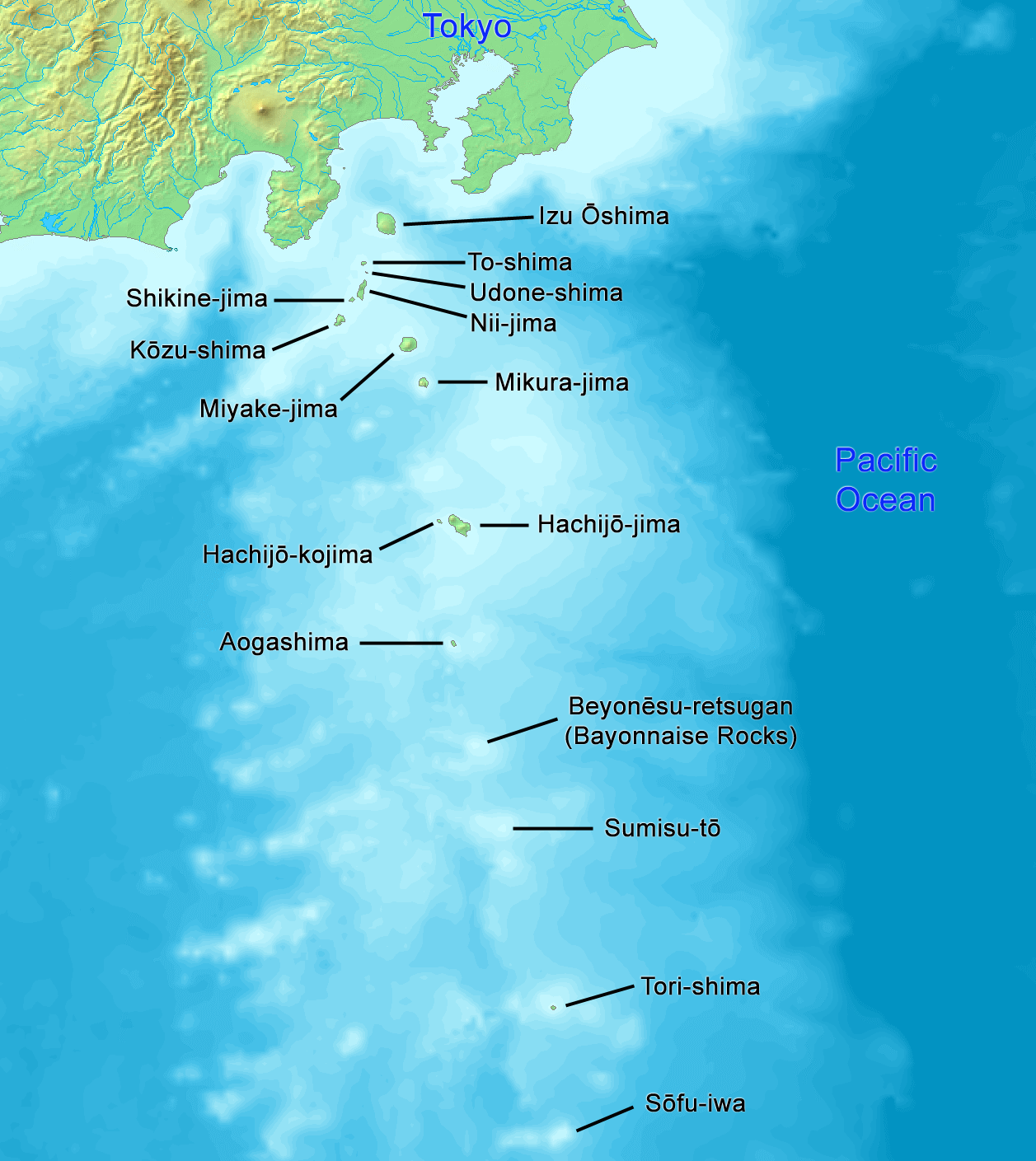
مجمع‌الجزایر ایزو (伊豆諸島). برای بهتر دیدن عکس بر روی آن کلیک کنید.